# A British Airways 9-es járatának balesete
A British Airways 9-es járata egy menetrend szerinti repülőút volt a londoni London-Heathrow-i repülőtér és az Aucklandi repülőtér között, bombayi, madrászi, Kuala Lumpur-i, perthi és melbourne-i útmegszakítással. 1982. június 24-én a járatot teljesítő City of Edinburgh becenevű Boenig 747–236B típusú gép mind a négy hajtóműve leállt, miután hamufelhőbe repült, ami a Mount Galunggung tűzhányó (kb. 180 km-re az indonéziai Jakartától) kitörése okán keletkezett. A hiba okára kezdetben sem a  repülő személyzet, sem a földi irányítás nem jött rá. A gépet Jakarta felé irányították, abban a reményben, hogy a repülőtér eléréséig sikerül a leszálláshoz elég hajtóművet beindítani. A pilóták siklórepülésben ki tudták irányítani a hamufelhőből a gépet, beindultak a hajtóművek (később azonban az egyik végleg felmondta a szolgálatot) és így a repülő sikeresen leszállt a jakartai Halim Perdanakusuma nemzetközi repülőtéren.
A személyzet Kuala Lumpurban vette át a gépet, az utasok többsége azonban Londonban szállt fel.
A balesetre jakartai incidensként, vagy a gép hívójeléből Speedbird 9-ként is szoktak utalni.

## A baleset
Jakartai idő szerint nem sokkal 20:40 után (13:40 UTC) Jávától délre, az Indiai-óceán fölött a pilótafülke személyzete (Roger Greaves vezető első tiszt, Barry Townley-Freeman vezető fedélzeti mérnök és Eric Moody kapitány, aki ekkor épp a mosdóban tartózkodott) a szélvédőn Szent Elmo tüzének nevezett hatást észlelt. A jelenség azután is folytatódott, hogy a kapitány visszatért. A radar tiszta eget mutatott, a legénység bekapcsolta a hajtóművek jégtelenítését és elővigyázatosságból a jelzést, hogy az utasok kapcsolják be biztonsági öveiket.
Ahogy a gép folytatta útját, az utastérbe füst kezdett terjengeni, amire először azt hitték, hogy cigarettafüst. Azonban hamarosan igen sűrűvé vált a füst és egyértelműen kénes szagú volt. Azok az utasok, akik a repülő ablakainál ültek, úgy látták, hogy a hajtóművek szokatlanul fényesek és a fény a normálistól eltérően, előre sugárzik a lapátok között, vagyis stroboszkóphatást kelt.
Kb. 20:42 perckor (13:42 UTC) a négyes számú hajtómű kompresszor átesés miatt elveszítette a tolóerejét. A pilóták ekkor azonnal elvégezték a szükséges előírásokat, leállították az üzemanyag szivattyúzását a turbinába és készenlétbe helyezték a tűzoltó készülékeket. Kevesebb, mint egy perccel ezután a kettes hajtóművet is elveszítették, ugyanúgy, ahogy a négyest, majd ezzel szinte egyidőben, másodperceken belül az egyes és hármas hajtóművek is leálltak. A fedélzeti mérnök felkiáltott: „Ezt nem hiszem el — mind a négy hajtómű leállt!”
Tolóerő nélkül egy Boeing 747-200 típusú gép 15:1 süllyedési aránnyal siklik, ami azt jelenti, hogy 15 km-t tud előre haladni, amíg a magasságából 1 km-t veszít. Ebből, valamint a jelenlegi, 37 000 láb (kb. 11 000 méter) magasságból a 9-es járat legénysége meg tudta határozni, hogy összesen 23 percig tudnak haladni és 91 tengeri mérföldet (169 km-t) tudnak megtenni. 20:44-kor Greaves vészhelyzetet jelentett a rádión a helyi légiirányításnak, valamint azt is közölte, hogy mind a négy hajtómű tolóerejét elveszítették. Ez utóbbi állítást a jakartai irányítás úgy értette, hogy a négyes számú hajtómű állt le, és egy közeli Garuda Indonesia járatnak kellett továbbítania az üzenetet a toronynak, mire azok megértették. A legénység a másodlagos radar válaszjeladót 7700-ra állította, ami általános vészhelyzetet jelez, de a légiirányítás még így sem tudta meghatározni a gép helyzetét a radaron.
Sok utas írt néhány sort a hozzátartozójának. Egyikük, Charles Capewell, aki fiaival utazott, a következőket firkálta a beszállókártya tokjának borítójára: "Anyjuk. Baj van. A gép zuhan. Mindent megteszek a fiúkért. Szeretünk téged. Sajnálom. Apjuk XXX"
A Jáva déli részén található magas hegyek miatt ahhoz, hogy a gép biztonságosan el tudjon haladni fölöttük, legalább 11 500 láb (3700 m) magasságban kell repülni. A pilóták megbeszélték, hogy ha a gép alacsonyabban van, mint 12 000 láb (3700 m), mire a szigethez ér, visszafordulnak, és az óceánra próbálnak meg leszállni. A legénység megkezdte a hajtóművek újraindítását annak ellenére, hogy jóval az erre előírt maximális 28 000 láb (8500 m) fölött voltak. Minden kísérletük kudarcba fulladt.
Az időhiány ellenére a nyugodtságáról híres Moody kapitány tett egy bejelentést az utasoknak, amit úgy írtak le később, mint "lehető legenyhébb kifejezés": "Jó estét hölgyeim és uraim, itt a kapitány beszél. Van egy kis problémánk. Mind a négy hajtómű leállt. Minden tőlünk telhetőt megteszünk, hogy újraindítsuk őket. Remélem, hogy a helyzet nem okoz önöknek nagy aggodalmat."
Ahogy a kabinban csökkent a nyomás, az oxigénmaszkok kiestek a helyükről. Greaves maszkja azonban eltört, a cső és a maszk szétváltak. Moody gyorsan 1800 m/perces süllyedésbe kezdett, hogy minél előbb olyan magasságba érjenek, ahol a kinti nyomás már lehetővé teszi a normális légzést. Ezzel azonban biztosra vehették, hogy nem tudják tartani azt a magasságot Jáva szigete fölé érve, amivel még átjuthatnak a magas hegyek fölött.
13 500 láb (4100 m) magasságban közelítettek ahhoz a határmagassághoz, amikor már vissza kell fordulniuk és az óceánra kell megkísérelniük a kényszerleszállást. Igaz, hogy voltak előírások a vízre szálláshoz, de azt addig még senki sem próbálta meg egy Boeing 747-essel. Ahogy folyamatosan próbálták újraindítani a hajtóműveket, a négyes számú hirtelen beindult és 20:56-kor Moody megpróbálta ezt kihasználva csökkenteni a gép süllyedését. Ezután nem sokkal a hármas hajtómű is beindult, ami egy minimális emelkedést már megengedett. Végül az egyes és kettes motorok is beindultak. A legénység ekkor sürgősen kérte a toronytól a megfelelő magasságra történő emelkedés engedélyezését, hogy biztonságosan átrepülhessenek a hegyek fölött.
Ahogy a gép megközelítette a kért magasságot, a Szent Elmó tüzének nevezett jelenség újra megjelent a szélvédőn. Moody lassított, de ennek ellenére a kettes hajtóművet le kellett állítani kompresszor átesés miatt. A legénység azonnal süllyedni kezdett és tartotta a 12 000 láb (3700 m) magasságot.
Ahogy a gép közeledett Jakarta felé, a legénység azt vette észre, hogy semmit nem lát a szélvédőn keresztül, ami olyan volt, mintha lecsiszolták volna. A jó látási viszonyok ellenére ezért műszeres megközelítést kértek a toronytól. Bekapcsolták az műszeres leszállító rendszert, az ILS-t, de az irányító közölte velük, hogy a műszer földre telepített egysége nem működik. Végül az iránysávadó segítségével sikerült leszállniuk. Az első tiszt a repülőtér távolságmérő berendezését figyelve mindig jelentette, hogy milyen magasan kell lenniük. Habár a leszállópálya fényei jól látszódtak a szélvédő egy épen maradt sávján keresztül, a gép leszállófényei nem működtek. A sikeres landolás után a pilóták képtelenek voltak a terminálhoz gurítani a repülőt, mivel az amúgy is alig átlátszó szélvédőn olyan erősen tükröződtek a repülőtér forgalmi előterének reflektorfényei, hogy az teljesen átláthatatlanná vált.

## A baleset után

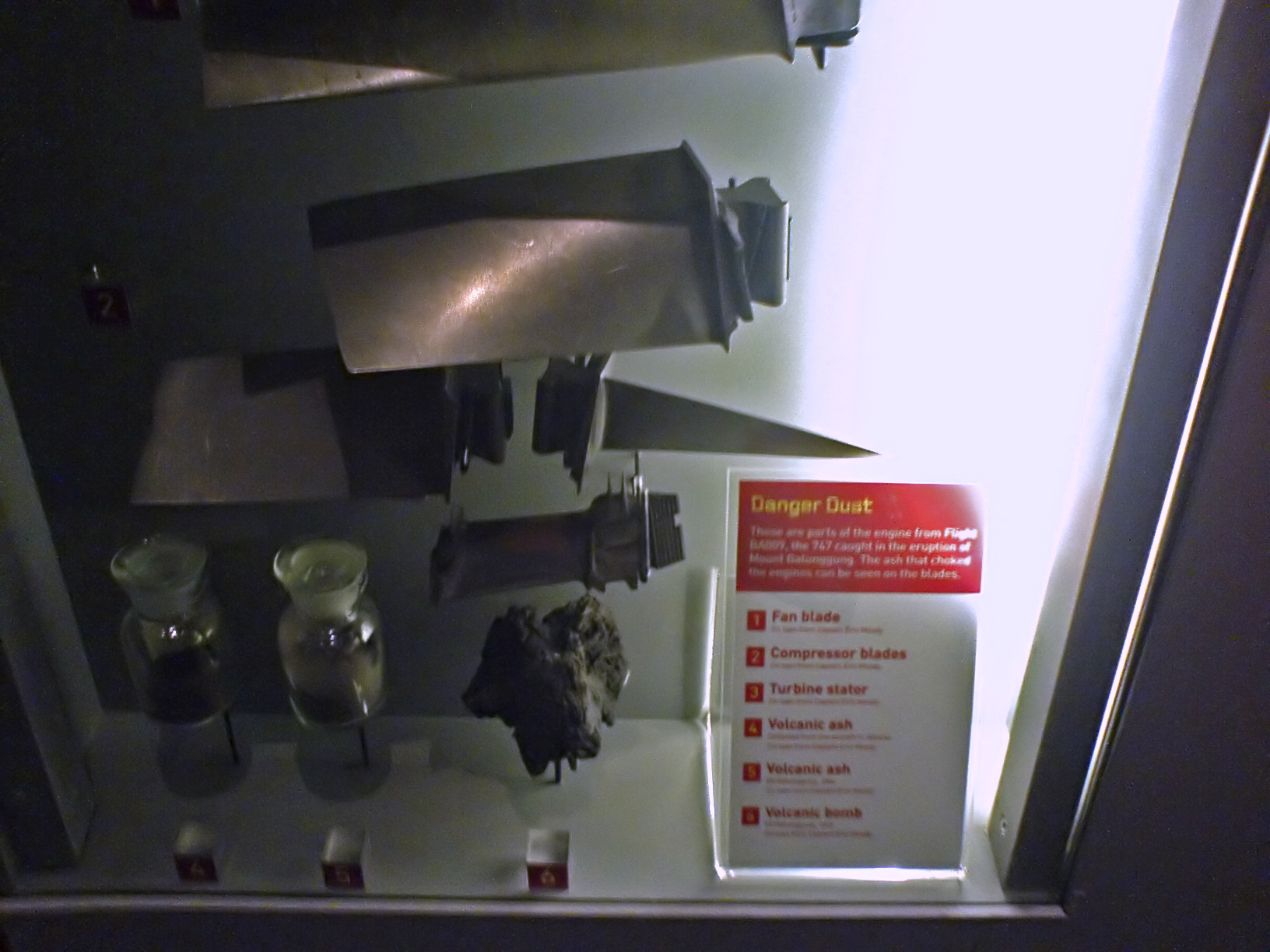
A BA 9-es járatának sérült hajtóművének darabjai egy aucklandi múzeumban kiállítva

Kiderült, hogy a 9-es járat problémáját egy vulkanikus hamufelhő okozta, ami a közeli Mount Galunggung tűzhányó kitörése miatt keletkezett. Mivel az ilyen felhők szárazak, nem látszódnak a radaron, ami a felhők páratartalmát észleli. A hamu lecsiszolta a szélvédőt és a leszállófények burkát, valamint eldugította a motorokat. Az égéstérbe érve a hamu elolvadt és üvegbevonatot képzett a hajtómű belsejében. Amikor a leállt motor hűlni kezdett, és a gép kifelé tartott a hamufelhőből, a megolvadt hamu újból megszilárdult, és elegendő mennyiség tört le a hajtóműről ahhoz, hogy a levegő szabadon átáramoljon azon és így újra lehessen indítani. Az ehhez szükséges elektromos áramot egy még működő generátor, valamint a fedélzeten található akkumulátorok biztosították.
Az egyes, kettes és hármas számú hajtóműveket valamint a szélvédőt kicserélték Jakartában, és az üzemanyag tartályokat megtisztították a hamutól, ami a nyomáskiegyenlítő csatornákon keresztül jutott be és beszennyezte a hajtóanyagot. Miután a gépet Londonba szállították, kicserélték a négyes számú hajtóművet, valamint jelentős javítási munkálatokat kellett elvégezni, hogy a gépet újra szolgálatba állíthassák. A City of Edinburgh bekerült a Guinness Rekordok Könyvébe, mint a leghosszabb ideig tartó siklórepülés végrehajtása egy nem erre a célra épített repülőgéptől. A rekordot egészen 2001. augusztus 24-ig tartotta, amikor az Air Transat 236-os járata kifogyott az üzemanyagból az Atlanti-óceán felett és 19 perc alatt jutott el az Azori-szigetekig siklórepülésben.
A tűzhányó környékén légtérzárat rendeltek el, de néhány nappal később feloldották azt. Miután azonban 19 nappal később, július 13-án a Singapore Airlines egy 747-esének le kellett állítania három hajtóművét, miközben az adott légtéren haladt keresztül, az indonéz hatóságok végleg lezárták a légteret, eltérítették a repülőket és figyelni kezdték a hamufelhők mozgását. Ezen kitörés során nem a British Airways 9-es járata volt az első, ami hamufelhővel találkozott: a Garuda Indonesia egyik McDonnell Douglas DC–9-es típusú gépe 1982. április 5-én találkozott hamufelhővel.
A személyzet teljesítményét több díjjal is honorálták, többek között a Queen's Commendation for Valuable Service in the Air díjával és a British Air Line Pilots Association medáljával. A baleset után a személyzet és az utasok megalapították a Galunggung Gliding Club nevű klubot azzal a szándékkal, hogy kapcsolatban maradhassanak.
Az egyik utas, Betty Tootell könyvet írt a balesetről, ami All Four Engines Have Failed (Mind a négy hajtómű leállt) címmel jelent meg. A 247 utasból kb. 200-nál sikerült lekövetnie, hogy hogyan töltötték az utazást. Néhány évvel később feleségül ment egyik utastársához, James Fergusonhoz, aki az előtte lévő sorban ült. "Az élet tele van meglepetésekkel" nyilatkozta később "James és én 13 éve házasodtunk össze, de még mindig olyan, mintha nászúton lennénk. Aznap éjjel megtanultam, hogy minden újabb nap egy ráadás."
A British Airways továbbra is üzemelteti a 9-es járatot, igaz a London-Heathrow-i repülőtér és Sydney között Bangkokon keresztül. A City of Edinburgh-t később átnevezték City of Elginre, és egészen addig a British Airways színeiben repült, míg el nem adták 2002-ben az angol European Aviation Air Charter légitársaságnak. A repülőt 2004 februárjában vonták ki a forgalomból, és 2009-ben, harmincéves korában darabjaira bontották Lincolnshire-ben.
2009 szeptemberében a 10:10 nevű környezetvédő egyesület megvásárolta a szétbontott gép törzsét, és azt felhasználva a logójukkal ellátott ruházati kiegészítőket gyártottak belőle. A mozgalom célja az volt, hogy így hívják fel az emberek figyelmét az üvegházhatású gázok kibocsátásra és hogy 2010-re 10%-ra csökkentsék azt. A kampány igazgatója, Eugenie Harvie szerint az, hogy a gép törzséből készítették a 10:10 logókat, "a klímaváltozás legnagyszerűbb hasonlata, egy repülőgép darabját hordani mint divat kiegészítőt."

## Hasonló esetek
- A KLM 867-es járata – Az ehhez rendkívül hasonló baleset során 1989. december 15-én az Amszterdam és Tokió között közlekedő Boeing 747–400 típusú gép az alaszkai Anchorage-ben készült leszállni, amikor hamufelhőbe repült és mind a négy hajtóműve leállt. A pilóták még időben újra tudták indítani a motorokat és sikeresen leszálltak a repülőtéren. Az incidensben senki nem sérült meg.[13]
- Légtérzár az Eyjafjallajökull vulkán 2010-es kitörése után – Az izlandi Eyjafjallajökull vulkán 2010. április 14-ei kitörése során nagy mennyiségű hamu került a levegőbe, így elővigyázatosságból Európa-szerte légtérzárat rendeltek el.[14]

## Fordítás
Ez a szócikk részben vagy egészben  a   British Airways Flight 9 című angol Wikipédia-szócikk ezen változatának fordításán alapul.  Az eredeti cikk szerkesztőit annak laptörténete sorolja fel. Ez a jelzés csupán a megfogalmazás eredetét és a szerzői jogokat jelzi, nem szolgál a cikkben szereplő információk forrásmegjelöléseként.